# دریاچه جک لندن
دریاچه جک لندن (روسی: Озеро Джека Лондона) یک دریاچه در استان ماگادان کشور روسیه است.